# Trois Tyroliens à Saint-Tropez
Pour plus de détails, voir Fiche technique et Distribution.
Trois Tyroliens à Saint-Tropez (Drei Lederhosen in St. Tropez) est un film allemand réalisé par Franz Marischka, sorti en 1980.

## Synopsis
Le maire d'un village bavarois, Peter Eichel, se trouve être le propriétaire d'un taureau reproducteur, dont l’anniversaire est célébré par la communauté du village, ce qui provoque toujours des situations comiques. Lorsqu’il reçoit une invitation à une exposition de taureaux d’élevage à Avignon, dans le sud de la France, il s'y rend dans un pick-up Mercedes avec le taureau accompagné du policier Korbinian Zangerl et du serveur Paloma. 
Le camion finit par tomber en panne et le taureau doit tirer la voiture sur la route du col, ils arrivent à un camping-car. Avec lui, ils ratent la sortie vers Avignon et décident d’aller à Saint-Tropez à la place. Une fois là-bas, ils se mêlent aux femmes légèrement vêtues sur la plage, où ils sont pris pour des princes. Les trois Bavarois vivent diverses aventures sexuelles, la caravane avec le taureau est remorquée loin d’eux et ils se tournent vers la police. Là-bas, le patron croit d’abord qu’il s’agit d’un enlèvement d’enfant, mais se rend vite compte qu'il s'agit d'un taureau. Ce dernier, à la suite d'une erreur de sac, se retrouve ensuite en train de manger 30 millions de francs issus d’un braquage. 
Le groupe tombe alors entre les mains des brigands mais parviennent à se libérer.

## Fiche technique
- Titre français : Trois Tyroliens à Saint-Tropez[1]
- Titre original : Drei Lederhosen in St. Tropez
- Réalisation : Franz Marischka assisté de Gabriela Zerhau
- Scénario : Franz Marischka et Kurt Eiser
- Direction artistique : Georg Stiehle
- Costumes : Karin Zenker
- Photographie : Ernst W. Kalinke
- Son : Ulli Butz
- Montage : Gerd Berner
- Production : Leon Pulver
- Pays d'origine :  Allemagne de l'Ouest
- Format : Couleurs - Mono
- Genre : comédie érotique[1]
- Date de sortie : 1980

## Distribution
- Peter Steiner : Peter Eichel
- Fred Stillkrauth : Korbinian Zangerl
- Mario Pollak : Paloma
- Uschi Buchfellner : Carla
- Rolf Eden : Papilein, le père de Carla
- Franz Muxeneder : Huber
- Eleonore Melzer : Marta Eichel
- Rosl Mayr : La belle-mère
- Alexandra Beau : Evi
- Sibylle Rauch : une jeune Française
- Toni Netzle : Mme Klein
- Hermann Giefer : Vitus Huber
- Peter Steiner junior : Hasl, le facteur
- Jacques Herlin : Oscar, un gendarme français
- Ernst W. Kalinke : Un automobiliste
- Franz Marischka : Le directeur de la concession automobile